# Municipio de Otisco (Minnesota)
El municipio de Otisco (en inglés: Otisco Township) es un municipio ubicado en el condado de Waseca en el estado estadounidense de Minnesota. En el año 2010 tenía una población de 599 habitantes y una densidad poblacional de 6,41 personas por km².

## Geografía
El municipio de Otisco se encuentra ubicado en las coordenadas 43°58′48″N 93°28′19″O / 43.98000, -93.47194. Según la Oficina del Censo de los Estados Unidos, el municipio tiene una superficie total de 93.41 km², de la cual 93,3 km² corresponden a tierra firme y (0,12 %) 0,11 km² es agua.

## Demografía
Según el censo de 2010, había 599 personas residiendo en el municipio de Otisco. La densidad de población era de 6,41 hab./km². De los 599 habitantes, el municipio de Otisco estaba compuesto por el 98,33 % blancos, el 0,5 % eran asiáticos, el 0,33 % eran de otras razas y el 0,83 % eran de una mezcla de razas. Del total de la población el 1,17 % eran hispanos o latinos de cualquier raza.